# Silvio Gava
Silvio Gava (Vittorio Veneto, 25 aprile 1901 – Roma, 23 dicembre 1999) è stato un sindacalista, politico e Ministro della Repubblica italiano.

## Biografia
Nacque in una famiglia contadina originaria di San Vendemiano, da Giambattista, tecnico minerario, e da Domenica Carlet. A quattro anni rimase orfano del padre.
Frequentò il ginnasio presso il Seminario vescovile di Vittorio Veneto e il liceo classico a Treviso. Sin dalla giovane età, inoltre, aderì all'Azione Cattolica. Durante la Grande Guerra riparò con la famiglia a Castellammare di Stabia dove trovò il sostegno dell'avvocato Adolfo Limarzi; questi procurò ai Gava una casa e trovò lavoro a Silvio e alle due sorelle.
Quando, all'inizio del 1919, Luigi Sturzo fondò il Partito Popolare Italiano, Gava si iscrisse alla sezione di Castellammare, divenendone poco dopo segretario. Nel novembre dell'anno successivo, accettò la proposta dello stesso Sturzo di assumere la carica di segretario dell'Unione provinciale del lavoro della provincia di Salerno.
Si trattava di un impegno non indifferente. Il territorio era infatti diviso in due aree molto diverse: l'una, comprendente il capoluogo, gravitava verso Napoli e poteva contare su un'economia dinamica, basata su una ricca agricoltura e sostenuta da attività industriali e artigianali; l'altra, rivolta alla Calabria, si fondava su un'economia essenzialmente agricola, ancora caratterizzata dalle grandi proprietà terriere. Inizialmente, Gava si occupò della prima zona, in particolare nella difesa dei lavoratori del tessile; successivamente passò alla questione sociale della seconda.
I problemi erano molteplici e assai spinosi: emersero, in particolare, il recupero delle terre incolte nella piana del Sele e la revisione dei contratti agrari della zona di Eboli. Nell'ottobre del 1921 i contadini arrivarono a scontrarsi con i grandi latifondisti e ne occuparono le terre; al contempo, iniziarono le proteste riguardo alla ripartizione delle terre incolte nella piana del Sele. Gava, dal canto suo, tenne un comizio a Bellizzi il 24 ottobre e uno alla tenuta "Fabbrica Nuova" dei fratelli Rago il 26 ottobre. La situazione si fece però sempre più difficile: il prefetto di Salerno, dopo aver ricevuto l'onorevole Mattia Farina (uno dei grandi proprietari, nonché deputato popolare), si schierò dalla parte dei latifondisti, mentre ulteriori scontri si ebbero con Luigi Rago e alcuni suoi dipendenti armati; nuove difficoltà emersero quando Farina si candidò nel "listone" del Partito Nazionale Fascista.
Nonostante questo impegno, nel 1923 Gava si laureò in giurisprudenza e nel 1925 sposò Irma Limarzi (figlia di Adolfo), da cui ebbe otto figli. Durante l'epoca fascista si ritirò dalla politica, limitandosi ad esercitare la professione di avvocato.
È stato Ministro dell'Industria, del Tesoro e di Grazia e Giustizia, nonché senatore dal 1948 al 1972.
Fu il padre di Antonio Gava, già ministro nei vari governi.